# Gastronomía de África occidental

Mapa de África donde se señalan los países occidentales.

La Gastronomía de África occidental es el conjunto de costumbres culinarias de la región oeste de África. Esta región incluye el Magreb y diversas localizaciones de África que dan al Atlántico. Las costumbres culinarias de esta zona de África han influenciado a parte de la cocina estadounidense del sur.

## Ingredientes
Se consideran que poseen ingredientes comunes, uno de los más comunes es el fufu. 

## Gastronomías
Generalmente se incluyen los siguientes países:
- - Gastronomía de Benín - Benín.
- - Gastronomía de Burkina Faso - Burkina Faso.
- - Gastronomía de Cabo Verde - Cabo Verde
- - Gastronomía de Costa de Marfil - Costa de Marfil.
- - Gastronomía de Gambia - Gambia.
- - Gastronomía de Ghana - Ghana
- - Gastronomía de Guinea - Guinea.
- - Gastronomía de Guinea-Bissau - Guinea-Bissau.
- - Gastronomía de Liberia - Liberia.
- - Gastronomía de Malí - Malí.
- - Gastronomía de Níger - Níger
- - Gastronomía de Nigeria - Nigeria.
- - Gastronomía de Senegal - Senegal.
- - Gastronomía de Sierra Leona - Sierra Leona.
- - Gastronomía de Togo - Togo.